# Règlement sanitaire international
Pour les articles homonymes, voir IHR.

Drapeau de l'Organisation mondiale de la santé (OMS), chargée de la mise en œuvre et des révisions du Règlement sanitaire international.

Le Règlement sanitaire international (RSI, ; en anglais : International Health Regulations, IHR) est un instrument de droit international, dont la dernière version a été adoptée par la cinquante-huitième assemblée mondiale de la santé, le 23 mai 2005. Il cadre ce que les pays peuvent faire en matière de riposte de santé publique face aux risques pandémiques ou risques pour la santé publique, « de manière à prévenir ou à réduire la propagation internationale des maladies en créant le minimum d'entraves au trafic international » (de biens et de personnes). L'expression risque pour la santé publique s'entend ici comme « la probabilité d'un événement qui peut nuire à la santé des populations humaines, plus particulièrement d'un événement pouvant se propager au niveau international ou présenter un danger grave et direct ».

## Contenu, structure
Le Règlement sanitaire international est structuré en 10 parties[réf. nécessaire] :
- Partie 1 (articles 1 à 4) : définitions, buts, portée, liste les principes et autorités responsables dans ce domaine ;
- Partie 2 (articles 5 à 14) : procédures de riposte de santé publique, dont le système de notification ; l'article 12 indique que c'est le Directeur général de l'OMS (Organisation mondiale de la santé) qui détermine, sur la base des informations qu'il reçoit, en particulier de l'État Partie sur le territoire duquel un événement se produit, si un événement constitue une urgence de santé publique de portée internationale (...), dites PHEIC en anglais (Public Health Emergency of International Concern)) ;
- Partie 3 (articles 15 à 18) : recommandations possibles, et leur caractère plus ou moins contraignant ;
- Partie 4 (articles 19 à 22) : exigences du RSI concernant les « points d'entrée » (c'est-à-dire « point de passage pour l'entrée ou la sortie internationales des voyageurs, bagages, cargaisons, conteneurs, moyens de transport, marchandises et colis postaux ainsi que des organismes et secteurs leur apportant des services à l'entrée ou à la sortie ») ;
- Partie 5 (articles 23 à 34) : elle décrit les mesures pouvant répondre aux risques de santé publique (et les limites de ces mesures) ;
- Partie 6 (articles 35 à 39) : exigences en matière de documentation sanitaire (dont certificats de vaccination, déclaration maritime de santé, déclaration générale d'aéronef, Certificats de contrôle sanitaire de navire) ;
- Partie 7 (articles 40 à 41) : possibilité de percevoir des redevances pour les mesures sanitaires appliquées aux voyageurs et aux bagages, cargaisons, marchandises et autres objets ;
- Partie 8 (articles 42 à 46) : «dispositions générales, avec lien et applicabilité à d'autres parties du RSI ; L'article 43 figure ici, aux côtés des clauses demandant la transparence, la non-discrimination, la collaboration et la confidentialité des données de santé. L'article 44 encourage « les États-Parties s'engagent à collaborer entre eux, dans la mesure du possible » ; les données à caractère personnel doivent être, tant que possible, protégées (art 45) ;
- Partie 9 (articles 47 à 53) :  mandat, composition et mode de fonctionnement du Comité d’examen du RSI, et du Comité d’urgence ;
- Partie 10 (articles 54 à 66) : dispositions finales, dont mesures d'auto-évaluation de la mise en œuvre du RSI, procédures d'amendement du RSI, et relations du RSI avec d'autres accords intergouvernementaux ; règlement des différends...

## Buts, objectifs
Le RSI vise à « prévenir la propagation internationale des maladies, à s'en protéger, à la maîtriser et à y réagir par une action de santé publique proportionnée et limitée aux risques qu'elle présente pour la santé publique, en évitant de créer des entraves inutiles au trafic et au commerce internationaux ».
Il oblige les 196 États-membres de l'Organisation mondiale de la santé (OMS), « Parties au Règlement sanitaire international » à déclarer les maladies répondant à des critères épidémiologiques ou écoépidémiologiques d'importance internationale, selon des codes et règles harmonisées au niveau international et destinés à renforcer la sécurité sanitaire nationale, régionale et mondiale. Les pays doivent promouvoir la sécurité sanitaire mondiale (prévention, détection et réponse aux urgences sanitaires mondiales épidémiologiques) pour favoriser la solidarité et la résilience mondiales face aux futures pandémies. Ce traité est géré par l'OMS.
Historiquement, les premières maladies concernées ont été la peste, le choléra et la fièvre jaune, et la dernière a été la COVID-19. Le traité a été élargi en 2005 à toutes les maladies à risque pandémique.
Chaque pays devait évaluer ses capacités de surveillance et d'action avant juin 2009, puis « établir et mettre en œuvre des plans d'action garantissant que ses capacités essentielles seraient opérationnelles avant 2012 ». Une fois révisé et achevé, le RSI est appelé selon l'OMS à devenir un élément majeur de l'action de santé publique mondiale. Il a été adapté en 2005 au contexte de globalisation (forte mondialisation et interdépendance des économies nationales),.

## Origines, historique
En 1851, la première conférence sanitaire internationale se tient à Paris. C'est la première tentative systématique de contrôle international des maladies. Elle est d'abord axées sur le choléra. 

Les conventions adoptées concerneront ensuite la peste et la fièvre jaune.
En 1907, un Office international d'hygiène publique est créé à Paris.
En 1921, la Société des Nations crée un « Comité de santé » permanent, basé à Genève.
En 1948, l'OMS est créé, au sein de l'ONU. L'article 21 de la Constitution de l'OMS habilite l'organe directeur plénier de l'agence (Assemblée mondiale de la Santé ou AMS) - à adopter des règlements juridiquement contraignants par un vote à la majorité concernant « les exigences sanitaires et de quarantaine et d'autres procédures destinées à prévenir la propagation internationale des maladies »
En 1951, les états-membres de l'OMS adoptent un premier Règlement sanitaire international (RSI). Il s'inscrit dans le droit international comme juridiquement contraignant.
En 1969, il est révisé, puis reçoit des modifications mineures en 1973 et 1981. Le RSI visait alors principalement six maladies : choléra, peste, fièvre jaune, variole, fièvre récurrente et typhus.
En 1969, juste après la pandémie grippale dite Grippe de Hong Kong, le Règlement sanitaire international est révisé, mais sa portée reste très limitée (à la propagation de quelques maladies, dont la variole qui sera considérée comme éradiquée à la fin des années 1970). 
Le bilan de conformité des États avec ses articles est en outre  critiqué.
En 1995, l'OMS relance un processus de révision du RSI (qui n'avait pas été mis à jour depuis 1969). Cette révision est accélérée par l'épidémie de syndrome respiratoire aigu sévère (SRAS) qui a sévi de 2002 à 2004, avec l'adoption par consensus d'un nouveau RSI le 23 mai 2005 (en vigueur le 15 juin 2007).
En 2005, après de longues négociations, un nouveau RSI 2005 est enfin élargi à toute maladie existante, nouvelle ou émergente, y compris les urgences incluant les zoonoses quand elles concernent l'animal et celles provoquées par des agents pathogènes non infectieux ; en visant à « prévenir la propagation internationale des maladies, à s’en protéger, à la maîtriser et à y réagir par une action de santé publique proportionnée et limitée aux risques qu’elle présente pour la santé publique » mais « en évitant de créer des entraves inutiles au trafic et au commerce internationaux ». 
Ce nouveau règlement recherche des systèmes de déclaration plus efficients (des maladies à déclaration obligatoire connues), mais aussi pour mieux détecter précocement les maladies émergentes ou réémergentes, en utilisant mieux l'internet, l'informatique le big data, etc. Il est évalué par une étude pilote (conduite dans vingt-et-un pays).

La grippe et la plupart des maladies émergentes étant zoonotiques (c'est-à-dire partagées par l'Homme et des animaux), peu à peu les mondes de la médecine et vétérinaire se sont rapprochés, via l'approche dite One Health (Une seule santé) promue par l'OMS qui s'est pour cela a renforcé sa collaboration avec l'OIE.

### Recommandations
Elles sont de deux types : 
1. recommandations permanentes : ce sont des « avis non contraignant, émis par l'OMS en vertu de l'article 16 concernant l'application systématique ou périodique de mesures sanitaires appropriées face à certains risques persistants pour la santé publique, afin de prévenir ou de réduire la propagation internationale des maladies en créant le minimum d'entraves au trafic international » ;
2. recommandation temporaire : ce sont des « avis non contraignant émis par l'OMS en vertu de l'article 15 aux fins d'une application limitée dans le temps et en fonction du risque, pour faire face à une urgence de santé publique de portée internationale, de manière à prévenir ou à réduire la propagation internationale des maladies en créant le minimum d'entraves au trafic international » ;

### Freins et limites
Dans les années 1990-2010, dans un monde de plus en plus globalisé où le transport international (aviation notamment) accélère les flux de biens et personnes et où de signaux préoccupants de développement de phénomènes d'antibiorésistance se multiplient, et peuvent interférer avec les pandémies virales, ce règlement, malgré quelques améliorations successives, montre qu'il n'est plus adapté pour répondre aux nouvelles maladies infectieuses émergentes et réémergentes, aux besoins d'une lutte coordonnée dans un cadre mondialisé.
L'OMS constate en outre elle-même que :
- la réponse à cette obligation de déclaration varie fortement selon les pays et les contextes, certains gouvernements craignant des réactions de quarantaines ou de précaution pouvant nuire aux voyages, au tourisme et aux échanges commerciaux[4] ;
- les NTIC (nouvelles techniques de l'information et de la communication) ne sont pas assez intégrées dans ce règlement[4] ;
- le règlement omet beaucoup de maladies transmissibles critiques pour la santé publique mondiale[4] ;
- le règlement omet certains risques (risque lié aux armes bactériologiques par exemple)[4] ; et le RSI précise que « si la notification reçue par l'OMS touche à la compétence de l'Agence internationale de l'énergie atomique (AIEA), l'OMS en informe immédiatement l'AIEA ».

Quand des décisions très rapides sont nécessaires, l'article 43 du traité peut parfois s'apparenter à une injonction contradictoire susceptilble de freiner les mesures aux frontières (voir paragraphe dédié ci-dessous).

### Article 43
Le RSI dit qu'au-delà des recommandations de l’OMS, les pays peuvent exercer leur souveraineté via des mesures sanitaires supplémentaires ; mais à condition que ces mesures adhèrent à l'article 43 de ce règlement.
Article 43 (Mesures sanitaires supplémentaires). Cet article précise que le Règlement (RSI) 
1. « n'empêche pas les Etats Parties d'appliquer, dans le but de faire face à des risques particuliers pour la santé publique ou à des urgences de santé publique de portée internationale, des mesures sanitaires conformes à leur législation nationale applicable et aux obligations que leur impose le droit international qui » : 
a) « Assurent un niveau de protection de la santé identique ou supérieur aux recommandations de l'OMS » ; ou 
b) « Sont par ailleurs interdites par l'article 25, l'article 26, les paragraphes 1 et 2 de l'article 28, l'article 30, le paragraphe 1 c de l'article 31 et l'article 33 », 
« pour autant que ces mesures soient autrement compatibles avec le présent Règlement. 
Ces mesures ne doivent pas être plus restrictives pour le trafic international ni plus intrusives ou invasives pour les personnes que les autres mesures raisonnablement applicables qui permettraient d'assurer le niveau approprié de protection de la santé »[20].
2. « Les Etats Parties fondent leur décision d'appliquer les mesures sanitaires visées au paragraphe 1 du présent article ou les autres mesures sanitaires visées au paragraphe 2 de l'article 23, au paragraphe 1 de l'article 27, au paragraphe 2 de l'article 28 et au paragraphe 2 c de l'article 31 sur » : 
a) « Des principes scientifiques ; 
b) Les éléments scientifiques disponibles indiquant un risque pour la santé humaine ou, si ces éléments sont insuffisants, les informations disponibles, émanant notamment de l'OMS et d'autres organisations intergouvernementales et organismes internationaux compétents ; et 
c) Tout conseil ou avis spécifique disponible émis par l'OMS »[20]. Les "éléments de preuve scientifiques" sont définis comme des « informations fournissant un élément de preuve sur la base de méthodes scientifiques établies et acceptées »[20] ;

1. « Un Etat Partie qui applique les mesures sanitaires supplémentaires visées au paragraphe 1 du présent article, qui entravent de manière importante le trafic international, fournit à l'OMS les raisons de santé publique et les informations scientifiques qui la justifient. L'OMS communique ces informations à d'autres Etats Parties et communique les informations concernant les mesures sanitaires appliquées. Aux fins du présent article, entrave importante s'entend généralement du refus de laisser entrer ou partir les voyageurs internationaux, les bagages, les cargaisons, les conteneurs, les moyens de transport, les marchandises et objets assimilés, ou du report de plus de 24 heures de leur entrée ou de leur départ »[20].
2. « Après avoir évalué les informations fournies en application des paragraphes 3 et 5 du présent article et les autres informations pertinentes, l'OMS peut demander à l'Etat Partie concerné de réexaminer l'opportunité d'appliquer les mesures »[20].
3. « Un Etat Partie qui applique les mesures sanitaires supplémentaires visées aux paragraphe 1 et 2 du présent article qui entravent de manière importante le trafic international informe l'OMS, dans les 48 heures qui suivent leur mise en œuvre, de ces mesures et de leur justification sanitaire à moins qu'elles ne fassent l'objet d'une recommandation temporaire ou permanente »[20].
4. « Un Etat Partie qui applique une mesure sanitaire en vertu du paragraphe 1 ou du paragraphe 2 du présent article la réexamine dans un délai de trois mois en tenant compte de l'avis de l'OMS et des critères énoncés au paragraphe 2 du présent article » (une mesure sanitaire est ici  définie comme « moyens utilisés pour prévenir la propagation des maladies ou la contamination ; une mesure sanitaire ne comprend pas des mesures d'application de la loi ni de sécurité »)[20].
5. « Sans préjudice des droits que lui confère l'article 56, tout Etat Partie qui subit les conséquences d'une mesure prise en vertu du paragraphe 1 ou du paragraphe 2 du présent article peut demander à l'Etat Partie qui applique cette mesure de le consulter pour lui apporter des éclaircissements sur les informations scientifiques et les raisons de santé publique à l'origine de la mesure et trouver une solution acceptable pour les deux Etats Parties »[20].
6. « Les dispositions du présent article peuvent s'appliquer à la mise en œuvre de mesures concernant des voyageurs prenant part à des rassemblements importants »[20].

Un important flou juridique entoure cet article 43. En effet, ses rédacteurs ont voulu à la fois préserver le monde des pandémies, mais tout en ménageant, dans toute la mesure du possible l'épanouissement de la finance et du commerce mondial. En particulier ce texte impose que ces mesures supplémentaires, évitent « toute interférence inutile avec le trafic et le commerce internationaux » ; Il semble parfois difficile de maintenir cet équilibre délicat (voire contradictoire). Dans le contexte pandémique le principe de précaution est difficile à appliquer et dimensionner ; comment en effet, alors qu'une maladie semble émergent ou réémergente, savoir à partir de quand et où des mesures « entravent » le commerce sont « inutiles » ou « nuisent aux personnes » ou « dissuadent les pays de signaler les nouveaux risques aux autorités internationales de santé publique » ? par exemple dans le cas d'Ebola où plus d'une cinquantaine d'États parties ont adopté des mesures "supplémentaires" (restrictions de déplacements vers ou à partir de pays touchés par l'épidémie d'Ébola), bien que pouvant jurisprudentiellement être jugées contraire à l'article 43 et donc au droit international (pour rappel, l'article 27 de la Convention de Vienne sur le droit des traités stipule qu' «une Partie ne peut invoquer les dispositions de son droit interne comme justification de son manquement à ses obligations internationales ») . 
Plus récemment, alors qu'au début de l'épidémie de COVID-19, l'OMS n'avait pas recommandé de restrictions de voyage à la Chine, les pays, nombreux, qui ont choisi d'imposer de telles restrictions ont été obligés de violer le RSI.
Le 26 mai 2018 (avant la grande pandémie de COVID-19), la WHA a lancé un plan stratégique mondial de 5 ans (2018-2023) visant à améliorer la réponse mondiale aux pandémies, dont en améliorant la mise en œuvre du RSI (2005). « Le renforcement de la gestion des événements et le respect des exigences du Règlement sanitaire international (2005) » est au cœur de ce plan selon l'OMS qui  note que le respect par les États de l'article 43 est un « élément critique pour le fonctionnement optimal du système mondial d'alerte et de réponse »
Une « déclaration de consensus » (dite «Consensus de Stellenbosch» écrite par une quinzaine de spécialistes du droit international public spécialisés en santé publique mondiale) a cherché à clarifier les mesures sanitaires supplémentaires que les pays peuvent légalement prendre en vertu de cet article 43 du RSI en réponse à des « événements de santé publique ». Ce consensus juridique s'appuient sur le cadre interprétatif, jurisprudentiel, disponible (également relativement ancien), qu'est la Convention de Vienne sur le droit des traités (en vigueur depuis 1980, mais non ratifiée ni signée par plusieurs pays, dont la France) . Selon les 16 rédacteurs du «Consensus de Stellenbosch» : fin 2020, après six urgences de santé publique de portée internationale (incluant la pandémie de COVID-19), « les mesures trop générales prises lors des récentes urgences de santé publique de portée internationale » montrent que « la disposition 43 du Règlement sanitaire international reste mal comprise » et « insaisissable »s (élusives).
Sans une clarification de cet article, les gouvernements, institutions internationales, organes judiciaires ni le public ne peuvent juger du respect par les États de leurs obligations juridiques internationales.
Ceci implique de reposer la question éthique et morale de la priorité à donner (au commerce ou à la santé ?) au moment d'un début potentiel de pandémie et dans quelle mesure la communauté internationale veut, peut ou doit appliquer le principe de précaution quand les scientifiques ne savent pas encore tout sur un pathogène ou que ce dernier est susceptible de muter pour devenir plus dangereux et/ou plus contagieux.